# نهر أوليفا
نهر أوليفا (بالإيطالية: Fiume Oliva - باللهجة المحلية: Jumu d'Oliva)‏ هو نهر يقع على الجانب التيراني الجنوبي في إقليم كالابريا جنوب إيطاليا. داخل بلدية أمانتيا (على وجه التحديد في فراتسيوني كورييكا وكامبورا سان جوفاني) في مقاطعة كوزنسا، والتي تعطي اسمها للوادي الذي يتدفق عبره (وادي أوليفو). يعد جزءًا من حوض سكالا الذي يحتوي على طبقة المياه الجوفية.
ذكرت الأخبار عن حدوث تلوث بيئي مزعوم مرتبط بإبحار «جولي روسو» في 14 ديسمبر / كانون الأول 1990 وكسره لاحقًا في عام 1991. ذكر النهر مرة أخرى في الأخبار في عام 2011 حيث أجري تحقيق بخصوص إلقاء غير قانوني محتمل لنفايات خطرة (بما في ذلك سيزيوم 137) في النهر وقد أبلغ الاتحاد الأوروبي به.